# 南さつま市消防本部
南さつま市消防本部（みなみさつまししょうぼうほんぶ）は、鹿児島県南さつま市の消防部局（消防本部）。管轄区域は南さつま市全域。

## 概要
- 消防本部：鹿児島県南さつま市加世田東本町24番地
- 管内面積：283.59km2
- 職員数：86人
- 消防署1カ所、分遣所3カ所

### 主力機械
2015年4月1日現在
- 消防ポンプ自動車：2
- 水槽付消防ポンプ自動車：3
- 小型動力ポンプ付水槽車：1
- はしご付消防ポンプ自動車：1
- 救助工作車：1
- 指令車：1
- 広報車：1
- 救急車：5
- その他：6

## 沿革

### 第1期
- 2005年11月17日 加世田地区消防組合に加盟していた加世田市、川辺郡笠沙町、同郡大浦町、日置郡金峰町が合併で南さつま市となり、同時に加世田地区消防組合は解散して南さつま市消防本部へと移行する。同じく合併に参加し枕崎地区消防組合に加盟していた川辺郡坊津町については、その範囲のみをこの組合の管轄として維持した。
- 2007年4月1日 枕崎地区消防組合と再編を行い、南薩地区消防組合を結成し移行。

### 第2期
- 2013年4月1日 南薩地区消防組合の解散に伴い、南さつま市全域を範囲とした南さつま市消防本部が発足する。
- 2016年4月11日 指宿南九州消防組合と共に、南薩3市消防指令センターの運用を始める。本部は指宿市の指宿南九州消防組合消防本部庁舎に置かれた。

## 組織
- 本部 - 消防総務課、警防課
- 消防署

## 消防署
| 消防署         | 住所               | 分遣所                                                                      |
| -------------- | ------------------ | --------------------------------------------------------------------------- |
| 南さつま消防署 | 加世田東本町24番地 | 大笠：笠沙町赤生木295番地 坊津：坊津町泊9277番地 金峰：金峰町中津野496番地6 |